# Inhibicja kompetycyjna

Rodzina wykres Lineweavera-Burka dla inhibicji kompetycyjnej (wzrost stężenia inhibitora [I] nie powoduje zmiany V_{max})

Inhibicja kompetycyjna, inhibicja konkurencyjna, hamowanie kompetycyjne, hamowanie konkurencyjne – współzawodniczenie inhibitora z substratem o miejsce aktywne. Przy dużych stężeniach substratu inhibitor zostaje wyparty. 
Substrat i inhibitor konkurują o miejsce katalityczne (aktywne) w taki sposób, że zwiększenie stężenia jednego z nich powoduje przesunięcie szybkości reakcji na jego korzyść. Jeśli stężenie substratu będzie przewyższać stężenie inhibitora, szybkość reakcji zmniejszy się nieznacznie albo w ogóle nie ulegnie zmianie. Jeśli przeważać ilościowo w roztworze będzie inhibitor, katalizowana reakcja ulegnie zahamowaniu. Przy inhibicji konkurencyjnej powinowactwo enzymu do substratu się zmniejsza (stała Michaelisa rośnie).
Na przykład substratem dla dehydrogenazy bursztynianowej jest bursztynian, a jej inhibitorem kompetycyjnym malonian (związki te różnią się budową tylko o jedną grupę metylenową).
Przeciwieństwem inhibicji kompetycyjnej jest inhibicja niekompetycyjna. Przy tej pierwszej inhibitor wiąże się w miejscu aktywnym, zaś przy tej drugiej poza miejscem aktywnym.